# Georg Mathesius
Georg Mathesius, född 11 april 1732 i Pyhäjoki, död 12 juli 1816 i Nykarleby, var en finländsk präst och skriftställare. 
Mathesius studerade från 1749 i Uppsala och från 1754 i Åbo. Där skrev han in sig i Österbottniska avdelningen samtidigt som Henrik Gabriel Porthan, vars informator han hade varit. Mathesius tog 1757 magistergraden och prästvigdes samma år. Han var kaplan i Terjärv 1760–1781, i Solv 1781–1793 och kyrkoherde i Nykarleby från 1795. Han var en flitig skriftställare som skrev uppsatser i religiösa och ekonomisk-politiska frågor. Flera av hans uppsatser prisbelönades och publicerades i Kungliga Vetenskapsakademiens Handlingar. Bland hans arbeten märks det stora diktverket Biblisk mannaspegel, som kom till i slutet av 1780-talet.